# ميت عساس
ميت عساس إحدى قرى مركز سمنود التابع لمحافظة الغربية بجمهورية مصر العربية.

## التاريخ
قرية ميت عساس من القرى القديمة، حيث وردت باسم «منية عساس» في أعمال السمنودية ضمن قرى الروك الصلاحي التي أحصاها ابن مماتي في كتاب قوانين الدواوين، كما وردت باسم «منية عساس» في أعمال الغربية ضمن قرى الروك الناصري التي أحصاها ابن الجيعان في كتاب «التحفة السنية بأسماء البلاد المصرية». وردت باسم «منية عساس» في تاريخ 1228هـ/1813م الذي عدّ قرى مصر بعد المسح الذي قام به محمد علي باشا باسم «ميت عساس» ضمن قرى مديرية الغربية. كانت القرية تتبع لمركز طلخا فلما أنشئ مركز سمنود سنة 1935 ألحقت به.

## السكان
بلغ عدد سكان ميت عساس 28,241 نسمة حسب تقدير عام 2018.
| السنة  | 1882 | 1947 | 1960 | 1976 | 1986   | 1996   | 2006   | 2018   |
| ------ | ---- | ---- | ---- | ---- | ------ | ------ | ------ | ------ |
| القرية | 2187 | 4843 | 6386 | 9325 | 12,606 | 16,402 | 19,242 | 28,241 |